# Unterstützungsgeschwader
Das Unterstützungsgeschwader (UstgGschw) ist ein Bootsgeschwader der Deutschen Marine und untersteht der Einsatzflottille 1 in Kiel.

## Allgemeines
Das Unterstützungsgeschwader wurde am 27. September 2016 in Kiel aufgestellt. Es übernahm Personal und Material des außer Dienst gestellten 5. Minensuchgeschwaders und zwei Tender des 7. Schnellbootgeschwaders.
Das im Marinestützpunkt Kiel beheimatete Geschwader verfügt über einen Geschwaderstab und fünf Tender der Elbe-Klasse (Klasse 404). Es wird durch einen Offizier im Dienstgrad Fregattenkapitän geführt.

## Einheiten
| Kennung | Name  | Indienststellung   | Heimathafen |
| ------- | ----- | ------------------ | ----------- |
| A 511   | Elbe  | 28. Januar 1993    | Kiel        |
| A 512   | Mosel | 1. Juli 1993       | Kiel        |
| A 513   | Rhein | 22. September 1993 | Kiel        |
| A 514   | Werra | 9. Dezember 1993   | Kiel        |
| A 516   | Donau | 15. November 1994  | Kiel        |

## Kommandeure
| Nr. | Name                                  | Beginn der Amtszeit | Ende der Amtszeit |
| --- | ------------------------------------- | ------------------- | ----------------- |
| 1.  | Fregattenkapitän Tobias Voß (1)       | 27. Sep. 2016       | 22. März 2018     |
| 2.  | Fregattenkapitän Torsten Eidam        | 22. März 2018       | 29. März 2021     |
| 3.  | Fregattenkapitän Uwe Lahl             | 29. März 2021       | 20. Sep. 2023     |
| 4.  | Fregattenkapitän Stefan Meier-Neuhold | 20. Sep. 2023       | -                 |